# Mauritz Andreas Rasmussen Aarflot

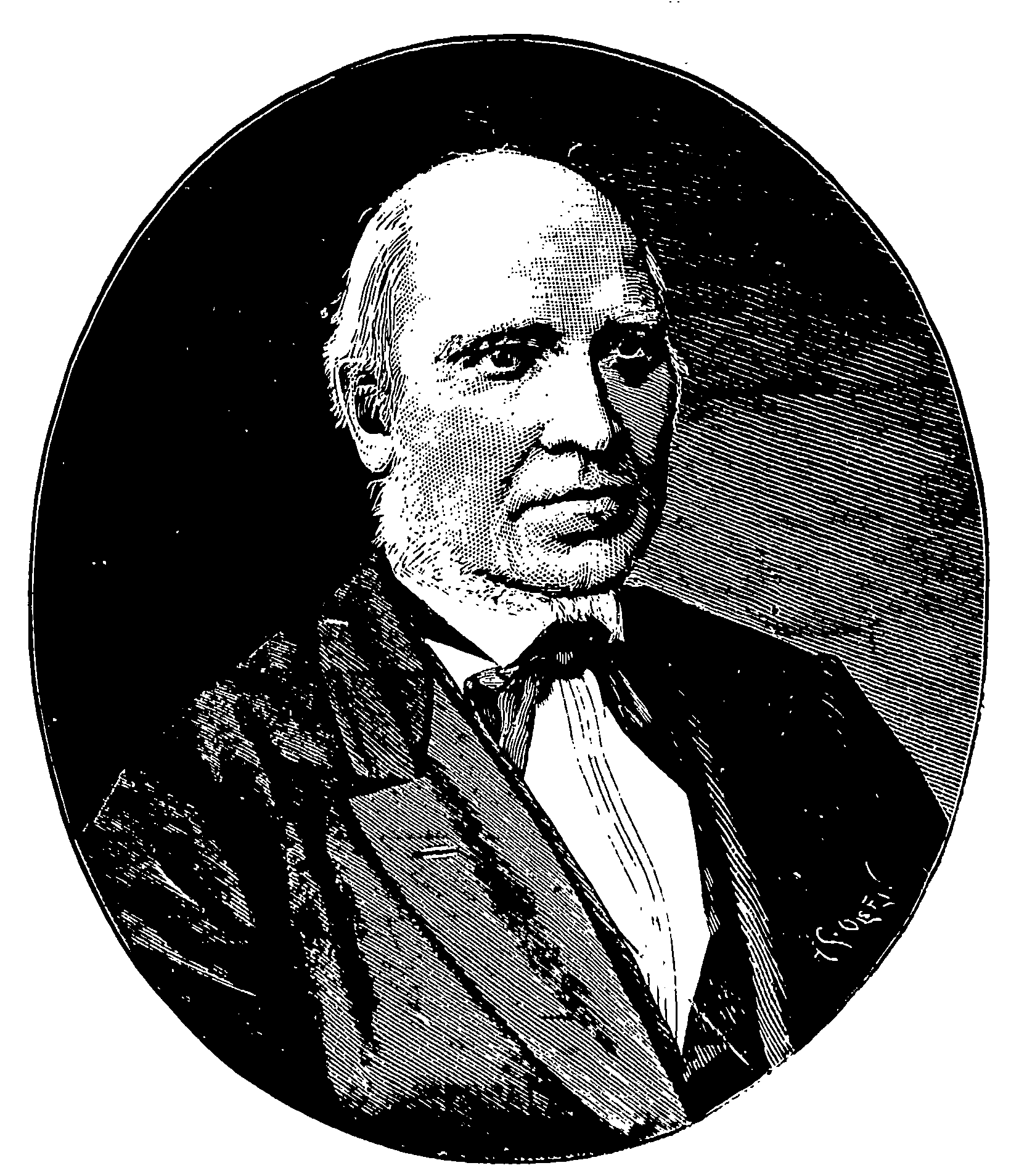
Mauritz Aarflot.

Mauritz Andreas Rasmussen Aarflot, född 1821, död 4 mars 1904, son till Rasmus Sivertsön Aarflot, fortsatte att driva faderns tryckeri, varifrån han bl.a. utgav veckotidningen norska tidningen Postbudet 1845-1868 och "Norsk landbrugstidende" 1848-1855. Han representerade Romsdals amt i Stortinget 1854-1888, där han slöt sig till Johan Sverdrup. 1882 utgav han ett större arbete med titeln Odelsbonden om grundloven i dens hovedbestemmelser, ett försök till bemötande av den juridiska fakultetens betänkande om konungens sanktionsrätt i grundlagsfrågor (i sin ordning bemött av H. L. Rydin 1883).